# عملة دينار أردني
عملة 1 دينار أردني هي إحدى الفئات النقدية البارزة في النظام المالي الأردني، وتم إصدارها لأول مرة في خمسينيات القرن العشرين عن مجلس النقد  الأردني ولاحقا عن البنك المركزي الأردني. شهدت عملة 1 دينار تطورات عديدة من حيث التصميم والشكل، إذ أُصدرت منها نسخ متعددة تعكس تاريخ الأردن وثقافته، وتُظهر رموزًا وطنية كصور الملوك والمعالم الأثرية. وقد تميزت الإصدارات الحديثة بإدخال تقنيات أمان متطورة لمنع التزوير. عملة 1 دينار متداولة بشكل واسع، وتُستخدم في التعاملات اليومية، مما يعزز من مكانتها كرمز للقوة والاستقرار الاقتصادي في الأردن. عام 1996 صدرت بعض الاصدارات المعدينة للدينار الأردني واستمر فترة من الزمن ثم تم إلغاءها.

## الاصدارات الورقية

### الإصدار الأول 1949 - 1952
|  |  | دينار واحد | 160 × 86 mm | أخضر | عبد الله الأول بن الحسين | جرش | تقويم ميلادي1949 تقويم هجري1368 |

### الإصدار الثاني 1952 - 1959
|  |  | دينار واحد | 160 × 86 mm | أخضر | الحسين بن طلال | جرش | تقويم ميلادي1952 تقويم هجري1371 |

### الإصدار الأول 1959 - 1975 عن البنك المركزي
| الإصدار الأول 1959 - 1975 عن البنك المركزي الأردني | الإصدار الأول 1959 - 1975 عن البنك المركزي الأردني | الإصدار الأول 1959 - 1975 عن البنك المركزي الأردني | الإصدار الأول 1959 - 1975 عن البنك المركزي الأردني | الإصدار الأول 1959 - 1975 عن البنك المركزي الأردني | الإصدار الأول 1959 - 1975 عن البنك المركزي الأردني | الإصدار الأول 1959 - 1975 عن البنك المركزي الأردني | الإصدار الأول 1959 - 1975 عن البنك المركزي الأردني | الإصدار الأول 1959 - 1975 عن البنك المركزي الأردني                                                                                         | الإصدار الأول 1959 - 1975 عن البنك المركزي الأردني |
| الوجه                                              | الظهر                                              | القيمة                                             | الأبعاد (مم)                                       | اللون الأساسي                                      | الوجه                                              | الظهر                                              | تاريخ السك                                         | ملاحظات |                                                    |
| -------------------------------------------------- | -------------------------------------------------- | -------------------------------------------------- | -------------------------------------------------- | -------------------------------------------------- | -------------------------------------------------- | -------------------------------------------------- | -------------------------------------------------- | --- | -------------------------------------------------- |
|                                                    |                                                    | دينار واحد                                         | 150 × 75                                           | أخضر                                               | الحسين بن طلال                                     | قبة الصخرة                                         | تقويم ميلادي1959 تقويم هجري1379                    | أ. تم إصدار نموذجين يحملان نفس القيمة (500 فلس) و(نصف دينار) ب. تم إصدار نماذج تحتوي سنة قانون الإصدار 1959 ونماذج أخرى بدون تاريخ القانون |                                                    |

### الإصدار الثاني 1975 - 1992
| الإصدار الثاني عن البنك المركزي الأردني | الإصدار الثاني عن البنك المركزي الأردني | الإصدار الثاني عن البنك المركزي الأردني | الإصدار الثاني عن البنك المركزي الأردني | الإصدار الثاني عن البنك المركزي الأردني | الإصدار الثاني عن البنك المركزي الأردني | الإصدار الثاني عن البنك المركزي الأردني | الإصدار الثاني عن البنك المركزي الأردني | الإصدار الثاني عن البنك المركزي الأردني | الإصدار الثاني عن البنك المركزي الأردني |
| الوجه                                   | الظهر                                   | القيمة                                  | الأبعاد                                 | اللون الأساسي                           | الوجه                                   | الظهر                                   | تاريخ السك                              | العلامة المائية                         |                                         |
| --------------------------------------- | --------------------------------------- | --------------------------------------- | --------------------------------------- | --------------------------------------- | --------------------------------------- | --------------------------------------- | --------------------------------------- | --------------------------------------- | --------------------------------------- |
|                                         |                                         | دينار واحد                              | 144 × 71 mm                             | أخضر                                    | الحسين بن طلال                          | قبة الصخرة                              | تقويم ميلادي1975 تقويم هجري1395         | الحسين بن طلال                          |                                         |

### الإصدار الثالث 1992 - 2002
| الإصدار الثالث عن البنك المركزي الأردني | الإصدار الثالث عن البنك المركزي الأردني | الإصدار الثالث عن البنك المركزي الأردني | الإصدار الثالث عن البنك المركزي الأردني | الإصدار الثالث عن البنك المركزي الأردني | الإصدار الثالث عن البنك المركزي الأردني | الإصدار الثالث عن البنك المركزي الأردني | الإصدار الثالث عن البنك المركزي الأردني | الإصدار الثالث عن البنك المركزي الأردني | الإصدار الثالث عن البنك المركزي الأردني |
| الوجه                                   | الظهر                                   | القيمة                                  | الأبعاد                                 | اللون الأساسي                           | الوجه                                   | الظهر                                   | تاريخ السك                              | العلامة المائية                         |                                         |
| --------------------------------------- | --------------------------------------- | --------------------------------------- | --------------------------------------- | --------------------------------------- | --------------------------------------- | --------------------------------------- | --------------------------------------- | --------------------------------------- | --------------------------------------- |
|                                         |                                         | دينار واحد                              | 137 × 66 mm                             | أخضر                                    | الحسين بن طلال                          | جرش                                     | تقويم ميلادي1995 تقويم هجري1415         | الحسين بن طلال                          |                                         |

### الإصدار الرابع 2002 - 2022
| الإصدار الرابع عن البنك المركزي الأردني | الإصدار الرابع عن البنك المركزي الأردني | الإصدار الرابع عن البنك المركزي الأردني | الإصدار الرابع عن البنك المركزي الأردني | الإصدار الرابع عن البنك المركزي الأردني | الإصدار الرابع عن البنك المركزي الأردني | الإصدار الرابع عن البنك المركزي الأردني | الإصدار الرابع عن البنك المركزي الأردني | الإصدار الرابع عن البنك المركزي الأردني | الإصدار الرابع عن البنك المركزي الأردني |
| الوجه                                   | الظهر                                   | القيمة                                  | الأبعاد                                 | اللون الأساسي                           | الوجه                                   | الظهر                                   | تاريخ السك                              | تاريخ الإصدار                           | العلامة المائية                         |
| --------------------------------------- | --------------------------------------- | --------------------------------------- | --------------------------------------- | --------------------------------------- | --------------------------------------- | --------------------------------------- | --------------------------------------- | --------------------------------------- | --------------------------------------- |
|                                         |                                         | دينار واحد                              | 133 × 74 mm                             | أخضر                                    | الحسين بن علي                           | الثورة العربية الكبرى                   | 2002 تقويم هجري 1423                    | 30 مارس، 2003                           | الشريف الحسين بن علي                    |

### الإصدار الخامس 2022 - الآن
| الإصدار الخامس عن البنك المركزي الأردني | الإصدار الخامس عن البنك المركزي الأردني | الإصدار الخامس عن البنك المركزي الأردني | الإصدار الخامس عن البنك المركزي الأردني | الإصدار الخامس عن البنك المركزي الأردني | الإصدار الخامس عن البنك المركزي الأردني | الإصدار الخامس عن البنك المركزي الأردني | الإصدار الخامس عن البنك المركزي الأردني | الإصدار الخامس عن البنك المركزي الأردني | الإصدار الخامس عن البنك المركزي الأردني |
| الوجه                                   | الظهر                                   | القيمة                                  | الأبعاد                                 | اللون الأساسي                           | الوجه                                   | الظهر                                   | تاريخ السك                              | تاريخ الإصدار                           | العلامة المائية                         |
| --------------------------------------- | --------------------------------------- | --------------------------------------- | --------------------------------------- | --------------------------------------- | --------------------------------------- | --------------------------------------- | --------------------------------------- | --------------------------------------- | --------------------------------------- |
|                                         |                                         | دينار واحد                              | 133 × 74 مم                             | الأخضر                                  | الحسين بن علي / نبتة أقنثا سورية        | طائر الجزم السينائي                     | 2022 م 1444 هـ                          | 26 ديسمبر 2022                          | الحسين بن علي                           |

## الإصدارات المعدنية
كان أول إصدار لفئة الدينار المعدني في عام 1996، وتبع ذلك إصدارات في الأعوام التالية: 1997، و1998.
| \| \|                                               | \| \|                                               | \| \|                                                | \| \|                                                | \| \| |
| --------------------------------------------------- | --------------------------------------------------- | ---------------------------------------------------- | ---------------------------------------------------- | ----- |
| 1 دينار أردني معدني (1996)                          |                                                     |                                                      |                                                      |       |
| الوجه : 1 ONE DINAR THE HASHEMITE KINGDOM OF JORDAN | الوجه : 1 ONE DINAR THE HASHEMITE KINGDOM OF JORDAN | العكس : الحسين بن طلال ملك المملكة الأردنية الهاشمية | العكس : الحسين بن طلال ملك المملكة الأردنية الهاشمية |       |
| الكتلة 12.5 غ                                       | المعدن نحاس أصفر                                    | القطر 32 مم                                          | السُمك 2.2 مم                                         |       |
| المصمم(ون)                                          | المصمم(ون)                                          | الحواف ملساء                                         | الحواف ملساء                                         |       |
| الطرازات 1996                                       | الطرازات 1996                                       | القيمة الاسمية 1 دينار أردني                         | القيمة الاسمية 1 دينار أردني                         |       |
|                                                     |                                                     |                                                      |                                                      |       |

| \| \|                                               | \| \|                                               | \| \|                                                | \| \|                                                | \| \| |
| --------------------------------------------------- | --------------------------------------------------- | ---------------------------------------------------- | ---------------------------------------------------- | ----- |
| 1 دينار أردني معدني (1997)                          |                                                     |                                                      |                                                      |       |
| الوجه : 1 ONE DINAR THE HASHEMITE KINGDOM OF JORDAN | الوجه : 1 ONE DINAR THE HASHEMITE KINGDOM OF JORDAN | العكس : الحسين بن طلال ملك المملكة الأردنية الهاشمية | العكس : الحسين بن طلال ملك المملكة الأردنية الهاشمية |       |
| الكتلة 12.5 غ                                       | المعدن نحاس أصفر                                    | القطر 32 مم                                          | السُمك 2.2 مم                                         |       |
| المصمم(ون)                                          | المصمم(ون)                                          | الحواف ملساء                                         | الحواف ملساء                                         |       |
| الطرازات 1997                                       | الطرازات 1997                                       | القيمة الاسمية 1 دينار أردني                         | القيمة الاسمية 1 دينار أردني                         |       |
|                                                     |                                                     |                                                      |                                                      |       |

| \| \|                                               | \| \|                                               | \| \|                                                | \| \|                                                | \| \| |
| --------------------------------------------------- | --------------------------------------------------- | ---------------------------------------------------- | ---------------------------------------------------- | ----- |
| 1 دينار أردني معدني (1998)                          |                                                     |                                                      |                                                      |       |
| الوجه : 1 ONE DINAR THE HASHEMITE KINGDOM OF JORDAN | الوجه : 1 ONE DINAR THE HASHEMITE KINGDOM OF JORDAN | العكس : الحسين بن طلال ملك المملكة الأردنية الهاشمية | العكس : الحسين بن طلال ملك المملكة الأردنية الهاشمية |       |
| الكتلة 8.5 غ                                        | المعدن نحاس أصفر                                    | القطر 24 مم                                          | السُمك 2.5 مم                                         |       |
| المصمم(ون)                                          | المصمم(ون)                                          | الحواف مسكوكة                                        | الحواف مسكوكة                                        |       |
| الطرازات 1998                                       | الطرازات 1998                                       | القيمة الاسمية 1 دينار أردني                         | القيمة الاسمية 1 دينار أردني                         |       |
|                                                     |                                                     |                                                      |                                                      |       |

## الإصدارات التذكارية
| \| العيد الخمسون لميلاد الملك الحسين بن طلال \|                             | \| العيد الخمسون لميلاد الملك الحسين بن طلال \|                             | \| العيد الخمسون لميلاد الملك الحسين بن طلال \|                                        | \| العيد الخمسون لميلاد الملك الحسين بن طلال \|                                        | \| العيد الخمسون لميلاد الملك الحسين بن طلال \| |
| --------------------------------------------------------------------------- | --------------------------------------------------------------------------- | -------------------------------------------------------------------------------------- | -------------------------------------------------------------------------------------- | ----------------------------------------------- |
| 1 دينار أردني معدني (1985)                                                  |                                                                             |                                                                                        |                                                                                        |                                                 |
| الوجه : العيد الخمسون لميلاد جلالة الملك الحسين 1985 - 1406هـ دينار 1 DINAR | الوجه : العيد الخمسون لميلاد جلالة الملك الحسين 1985 - 1406هـ دينار 1 DINAR | العكس : الحسين بن طلال - ملك المملكة الاردنية الهاشمية THE HASHEMITE KINGDOM OF JORDAN | العكس : الحسين بن طلال - ملك المملكة الاردنية الهاشمية THE HASHEMITE KINGDOM OF JORDAN |                                                 |
| الكتلة 14 غ                                                                 | المعدن نيكل - برونز                                                         | القطر 28.5 مم                                                                          | السُمك                                                                                  |                                                 |
| المصمم(ون)                                                                  | المصمم(ون)                                                                  | الحواف مسكوكة                                                                          | الحواف مسكوكة                                                                          |                                                 |
| الطرازات 1985                                                               | الطرازات 1985                                                               | القيمة الاسمية 1 دينار أردني                                                           | القيمة الاسمية 1 دينار أردني                                                           |                                                 |
| العيد الخمسون لميلاد الملك الحسين بن طلال                                   |                                                                             |                                                                                        |                                                                                        |                                                 |

| \| مرور 50 عامًا على تأسيس منظمة الأغذية والزراعة العالمية (الفاو) \|         | \| مرور 50 عامًا على تأسيس منظمة الأغذية والزراعة العالمية (الفاو) \|         | \| مرور 50 عامًا على تأسيس منظمة الأغذية والزراعة العالمية (الفاو) \| | \| مرور 50 عامًا على تأسيس منظمة الأغذية والزراعة العالمية (الفاو) \| | \| مرور 50 عامًا على تأسيس منظمة الأغذية والزراعة العالمية (الفاو) \| |
| ---------------------------------------------------------------------------- | ---------------------------------------------------------------------------- | -------------------------------------------------------------------- | -------------------------------------------------------------------- | -------------------------------------------------------------------- |
| 1 دينار أردني معدني (1995)                                                   |                                                                              |                                                                      |                                                                      |                                                                      |
| الوجه : THE HASHEMITE KINGDOM OF JORDAN دينار واحد - ONE DINAR ١٤١٥هـ- ١٩٩٥م | الوجه : THE HASHEMITE KINGDOM OF JORDAN دينار واحد - ONE DINAR ١٤١٥هـ- ١٩٩٥م | العكس : الحسين بن طلال ملك المملكة الإردنية الهاشمية                 | العكس : الحسين بن طلال ملك المملكة الإردنية الهاشمية                 |                                                                      |
| الكتلة 12.5 غ                                                                | المعدن نحاس أصفر                                                             | القطر 32 مم                                                          | السُمك                                                                |                                                                      |
| المصمم(ون)                                                                   | المصمم(ون)                                                                   | الحواف ملساء                                                         | الحواف ملساء                                                         |                                                                      |
| الطرازات 1995                                                                | الطرازات 1995                                                                | القيمة الاسمية 1 دينار أردني                                         | القيمة الاسمية 1 دينار أردني                                         |                                                                      |
| مرور 50 عامًا على تأسيس منظمة الأغذية والزراعة العالمية (الفاو)               |                                                                              |                                                                      |                                                                      |                                                                      |

## المسكوكات
| \| \|                                                            | \| \|                                                            | \| \|                                           | \| \|                                           | \| \| |
| ---------------------------------------------------------------- | ---------------------------------------------------------------- | ----------------------------------------------- | ----------------------------------------------- | ----- |
| 1 دينار أردني معدني (1969)                                       |                                                                  |                                                 |                                                 |       |
| الوجه : المملكة الأردنية الهاشمية الحسين بن طلال دينار واحد 1389 | الوجه : المملكة الأردنية الهاشمية الحسين بن طلال دينار واحد 1389 | العكس : THE HASHEMITE KINGDOM OF JORDAN 1 DINAR | العكس : THE HASHEMITE KINGDOM OF JORDAN 1 DINAR |       |
| الكتلة 40 غ                                                      | المعدن فضة 0.999                                                 | القطر 55 مم                                     | السُمك                                           |       |
| المصمم(ون)                                                       | المصمم(ون)                                                       | الحواف مسكوكة                                   | الحواف مسكوكة                                   |       |
| الطرازات 1969                                                    | الطرازات 1969                                                    | القيمة الاسمية 1 دينار أردني                    | القيمة الاسمية 1 دينار أردني                    |       |
|                                                                  |                                                                  |                                                 |                                                 |       |

| \| \|                                | \| \|                                | \| \|                                   | \| \|                                   | \| \| |
| ------------------------------------ | ------------------------------------ | --------------------------------------- | --------------------------------------- | ----- |
| 1 دينار أردني معدني (1992)           |                                      |                                         |                                         |       |
| الوجه : دينار واحد 1992 مـ ~ 1413 هـ | الوجه : دينار واحد 1992 مـ ~ 1413 هـ | العكس : العيد الاربعون للجلوس على العرش | العكس : العيد الاربعون للجلوس على العرش |       |
| الكتلة 15 غ                          | المعدن فضة 0.925                     | القطر 30 مم                             | السُمك 2 مم                              |       |
| المصمم(ون)                           | المصمم(ون)                           | الحواف مسكوكة                           | الحواف مسكوكة                           |       |
| الطرازات 1992                        | الطرازات 1992                        | القيمة الاسمية 1 دينار أردني            | القيمة الاسمية 1 دينار أردني            |       |
|                                      |                                      |                                         |                                         |       |

| \| الذكرى الخمسين للاستقلال \|                                                                       | \| الذكرى الخمسين للاستقلال \|                                                                       | \| الذكرى الخمسين للاستقلال \| | \| الذكرى الخمسين للاستقلال \| | \| الذكرى الخمسين للاستقلال \| |
| --- | --- | --- | --- | ------------------------------ |
| 1 دينار أردني معدني (1996)                                                                           | | | |                                |
| الوجه : الحسين بن طلال ملك المملكة الاردنية الهاشمية 1 دينار 1 DINAR THE HASHEMITE KINGDOM OF JORDAN | الوجه : الحسين بن طلال ملك المملكة الاردنية الهاشمية 1 دينار 1 DINAR THE HASHEMITE KINGDOM OF JORDAN | العكس : اليوبيل الذهبي لذكرى الاستقلال 1946 - 1996 أبدأ بحمد الله على نعمائه ... بما أيدنا... وذلك بإعلان بلادنا الأردنية دولة مستقلة استقلالاً تاماً نعتز بأن تظل الوفية لميثاق الوحدة القوميًة والمثل العربية GOLDEN JUBILEE OF INDEPENDENCE 1946-1996 | العكس : اليوبيل الذهبي لذكرى الاستقلال 1946 - 1996 أبدأ بحمد الله على نعمائه ... بما أيدنا... وذلك بإعلان بلادنا الأردنية دولة مستقلة استقلالاً تاماً نعتز بأن تظل الوفية لميثاق الوحدة القوميًة والمثل العربية GOLDEN JUBILEE OF INDEPENDENCE 1946-1996 |                                |
| الكتلة 31.1 غ                                                                                        | المعدن فضة 0.999                                                                                     | القطر 40 مم | السُمك 3 مم |                                |
| المصمم(ون)                                                                                           | المصمم(ون)                                                                                           | الحواف مسكوكة | الحواف مسكوكة |                                |
| الطرازات 1996                                                                                        | الطرازات 1996                                                                                        | القيمة الاسمية 1 دينار أردني | القيمة الاسمية 1 دينار أردني |                                |
| الذكرى الخمسين للاستقلال                                                                             | | | |                                |

## روابط خارجية
- اصدارت اوراق النقد - البنك المركزي الأردني